# محاولة الانقلاب في جنوب فيتنام عام 1960
في 11 نوفمبر 1960، كانت محاولة الانقلاب الفاشلة ضد رئيس جنوب فيتنام نجو دينه ديم بقيادة المقدم فانغ فان أونونغ والعقيد نجوين تشان ثي من الفرقة المحمولة جوًا في جيش جمهورية فيتنام.
أطلق المتمردون الانقلاب ردًا على حكم ديم الاستبدادي والتأثير السياسي السلبي لشقيقه نجو آن نهو وشقيقة زوجته مدام نهو. كما أعربوا عن أسفهم لتسييس الجيش، إذ ترقى الموالين للنظام الذين كانوا أعضاء في حزب كان لاو السري لعائلة نغو قبل ضباط أكثر كفاءة من غير الموالين. كان أونج مدعومًا في المؤامرة من قبل صهره المقدم نجوين تريو هونغ، الذي كان عمه مسؤولًا بارزًا في حزب معارضة صغير. كان الرابط الرئيسي في الانقلاب هو قائد أونج ثي، الذي أقنعه بالانضمام إلى المؤامرة.
فاجأ الانقلاب عائلة نغو تمامًا، ولكن قُمع أيضًا بطريقة فوضوية. أهمل المتآمرون إغلاق الطرق المؤدية إلى العاصمة سايغون لإغلاق الطريق على تعزيزات الموالين للنظام، وقد ترددوا بعد حصولهم على زمام المبادرة. بعد أن حوصر في البداية داخل قصر الاستقلال، أوقف ديم الانقلاب من خلال إجراء مفاوضات وإصلاحات واعدة، مثل ضم ضباط عسكريين في الإدارة. في غضون ذلك، انضم سياسيون معارضون إلى المعركة، محاولين استغلال موقف ديم. ومع ذلك، كان الهدف الحقيقي للرئيس هو كسب الوقت للقوات الموالية لدخول العاصمة وإنقاذه. فشل الانقلاب عندما دخلت الفرقة الخامسة والسابعة من جيش جمهورية فيتنام إلى سايغون وهزمت المتمردين. قُتل أكثر من أربعمئة شخص -كثير منهم من المتفرجين المدنيين- في المعركة التي تلت ذلك. وكان من بين هؤلاء مجموعة من المدنيين المناهضين لديم الذين اقتحموا جدران القصر بناءً على إلحاح ثي وقُتلوا بنيران الموالين.
فرَّ أونغ وثي إلى كمبوديا، في حين وبَّخ ديم الولايات المتحدة على ما يبدو أنه نقص في الدعم خلال الأزمة. بعد ذلك، أمر ديم بحملة قمع، وسجن العديد من النقاد المناهضين للحكومة ووزراء الحكومة السابقين. أولئك الذين ساعدوا ديم ترقوا حسب الأصول، بينما خُفِّضت رتب من لم يفعلوا ذلك. وجرت محاكمة المتورطين في المؤامرة عام 1963. وحكم غيابيًا على سبعة ضباط واثنين من المدنيين، فيما سجن 14 ضابطًا و34 مدنيًا. واتهم نظام ديم الأمريكيين بإرسال أعضاء وكالة المخابرات المركزية للمساعدة في المؤامرة الفاشلة. عندما اغتيل ديم بعد انقلاب عام 1963، أطلق المجلس العسكري الجديد سراح أولئك المسجونين بعد ثورة 1960.

## خلفية
قاد الثورة الكولونيل فونغ فان دونغ البالغ من العمر 28 عامًا، وهو من الشمال، الذي قاتل مع قوات الاتحاد الفرنسي ضد فيت مينه خلال حرب الهند الصينية الأولى. تدرب لاحقًا في فورت ليفنوورث في الولايات المتحدة، واعتبر المستشارون العسكريون الأمريكيون دونغ خبيرًا تكتيكيًا لامعًا والأفضل عسكريًا لجيله وقد خدم في الفرقة المحمولة جوًا. بالعودة إلى فيتنام، أصبح دونغ مستاءً من حكم ديم التعسفي والتدخل المستمر في الشؤون الداخلية للجيش. رقّى ديم الضباط على أساس الولاء بدلًا من المهارة، ولعب كبار الضباط ضد بعضهم البعض من أجل إضعاف القيادة العسكرية ومنعهم من تحدي حكمه. بعد سنوات من الانقلاب، أكد دونغ أنَّ هدفه الوحيد هو إجبار ديم على تحسين حكم البلاد. تلقى دونغ دعمًا سريًا من قبل صهره المقدم نجوين تريو هونج، مدير التدريب في مدرسة الأركان العامة المشتركة، وعم هونج هوانج كو ثوي. كان ثوي محاميًا ثريًا في سايغون، وكان ناشطًا سياسيًا منذ الحرب العالمية الثانية. كان الأمين العام لحزب أقلية معارضة يسمى حركة النضال من أجل الحرية، والذي كان له حضور ضئيل في الجمعية الوطنية المصدق عليها.
كان العديد من ضباط جيش جمهورية فيتنام أعضاء في مجموعات قومية مناهضة للشيوعية أخرى عارضت ديم، مثل الحزب القومي لفيتنام الكبرى والحزب القومي الفيتنامي، الَّذان أُسِسا قبل الحرب العالمية الثانية. كان الحزب القومي الفيتنامي قد أدار أكاديمية عسكرية في يونان بالقرب من الحدود الصينية بمساعدة نظرائهم القوميين الصينيين، الكومينتانغ. سحق ديم وعائلته جميع القوميين المناهضين للشيوعية، وأدى تسييسه للجيش إلى نفور الجنود. ترقى الضباط على أساس الولاء السياسي بدلًا من الكفاءة، ما يعني أن العديد من الضباط المدربين من الحزب القومي الفيتنامي والحزب القومي لفيتنام الكبرى حُرموا من هذه الترقيات. لقد شعروا أن الضباط ذوي العقلية السياسية، الذين انضموا إلى حزب كان لاو السري الذي يهيمن عليه الكاثوليك، والذي كان يستخدم للسيطرة على المجتمع الفيتنامي الجنوبي، جرت مكافأته بالترقية بدلًا من أولئك الأكثر كفاءة.
استمر التخطيط للانقلاب لأكثر من عام، مع تجنيد دونغ الضباط الساخطين. وشمل ذلك قائده، العقيد نغوين تشانه تي. في عام 1955، حارب ثي لصالح ديم ضد نقابة بين شيوين للجريمة المنظمة في معركة سايغون. أثار هذا الأداء إعجاب ديم -الذي كان أعزباً طوال حياته- لدرجة أنه أشار بعد ذلك إلى ثي بلقب ابني. ومع ذلك، كان الأمريكيون الذين عملوا مع ثي أقل إعجابًا. ووصفت وكالة المخابرات المركزية تي بأنه انتهازي ورجل يفتقر إلى قناعات قوية. ووصف مستشار عسكري أمريكي ثي بأنه قاسي وعديم الضمير ولا يعرف الخوف ولكنه غبي. هناك بعض الخلاف حول ما إذا كان ثى قد شارك في الانقلاب باختياره الحر. وفقًا لبعض المصادر، كان ثي ما يزال معجبًا بديم، وقد أجبره دونغ وأنصاره تحت تهديد السلاح للانضمام إلى الانقلاب في اللحظة الأخيرة، بعد أن ظل غير مدرك للمؤامرة. وفقًا لهذه القصة، نُقلت وحدات ثي المحمولة جوًا في البداية إلى مواقع الانقلاب دون علمه.
قبل عدة أشهر من الانقلاب، التقى دونغ بشقيق ديم ومستشاره نغو أونه نهو، الذي يُنظر إليه على نطاق واسع على أنه عقل النظام، للمطالبة بإصلاح الجيش ونزع تسييسه. قال دونغ إن الاجتماع سار على ما يرام وكان يأمل ثي أن يسن نهو التغيير. ومع ذلك، بعد بضعة أسابيع، نُقل دونغ ومعاونيه إلى مراكز مختلفة وفصلوا عن بعضهم مكانيًا. خوفاً من أن ديم ونهو كانا يحاولان التخلص من خططهما، سرّعوا عملهم التخطيطي، وقرروا التحرك في 6 أكتوبر. ومع ذلك، كان من المقرر أن يخوضوا معركة ضد فيت كونغ بالقرب من كون توم في الفيلق الثاني في المرتفعات الوسطى، ما اضطرهم إلى التأجيل. وفقًا للمؤرخ جورج ماكترنان كاهين، كان دونج بدون قيادة في الوقت الذي تم فيه الانقلاب.
بدأ الأمريكيون يلاحظون وينزعجون من التقارير المتزايدة عن خيبة الأمل السياسية في سلك الضباط العسكريين في أغسطس. زعم تقرير استخباراتي أعدته وزارة الخارجية الأمريكية في أواخر أغسطس أن تدهور الأمن الداخلي، وترقية ضباط غير أكفاء، وتدخل ديم المباشر في عمليات الجيش ... تفضيله السياسي والتفويض غير الكافي للسلطة وتأثير كان لاو. كما زعم التقرير أن الاستياء من ديم بين كبار موظفي الخدمة المدنية كان في أعلى مستوياته منذ أن تولى الرئيس السلطة، وأن البيروقراطيين يريدون تغيير القيادة، من خلال انقلاب إذا لزم الأمر. قيل إن نهو وزوجته كانا الأكثر احتقارًا بين موظفي الخدمة المدنية. تنبأ التقرير بأنه في حالة حدوث انقلاب، فمن المحتمل أن يكون الهدف هو إجبار نهو وزوجته على الخروج من مناصب السلطة والسماح لديم بمواصلة قيادة البلاد بسلطة مخففة، إذا كان على استعداد للقيام بذلك. تبين أن التحليل الاستخباراتي صحيح.
كان لسفير الولايات المتحدة إلبريدج دوربرو، الذي شغل هذا المنصب منذ عام 1957، سجل طويل في محاولة الضغط على ديم لإجراء إصلاحات سياسية. لقد شعر أن المشاكل السياسية في جنوب فيتنام كانت بسبب عدم ليبرالية ديم واعتقد أن التمرد الشيوعي سيكون أكثر سهولة إذا وصل ديم إلى شريحة عريضة من المجتمع، وقمع الفساد والمحسوبية وموظفي الخدمة العامة التعسفيين ونفذ الإصلاح الزراعي. ومع ذلك، رأى رئيس فيتنام الجنوبية الاستبداد حلًا للمشاكل السياسية والمعارضة، ووافق التسلسل الهرمي العسكري الأمريكي في فيتنام، ما أدى إلى نزاعات متكررة بين دوربرو والمجموعة الاستشارية للمساعدة العسكرية. أبلغ دوربرو واشنطن بشكل متكرر أن تكتيكات ديم القوية ضد المعارضة لم تخلق سوى المزيد من الانشقاقات والفرص للشيوعيين.
في هذا الوقت تقريبًا، بدأ دوربرو في تقديم النصح لدي نم لإزالة نهو وزوجته من الحكومة، مستندًا في حججه على الحاجة إلى حشد دعم شعبي واسع لجعل جنوب فيتنام أكثر قابلية للحياة على المدى الطويل. تضمنت اقتراحاته الرئيسية إرسال نهو إلى الخارج كسفير، وإزاحة زوجة نهو ومدير المخابرات تران كيم توين من السلطة العامة وإرسالهما إلى الخارج، ووزراء الدفاع والداخلية الجدد، وتغيير طبيعة حزب كان لاو للاعتراف بوجوده وعملياته في الأماكن العامة. وقد أقرت وزارة الخارجية هذه المقترحات وسُلمت إلى ديم. نظرًا لأن نهو وكان لاو كانا وسيلة أساسية للحفاظ على سلطته، لم يتبع ديم نصيحة دوربرو، وورد أنه غضب عندما اقترح دوربرو أن الفساد والمحسوبية السياسية قد قللت من فعالية الحكومة.